# Vlag van Waterloo
De vlag van Waterloo is in 2007 bij raadsbesluit vastgesteld als de vlag van de Waals-Brabantse gemeente Waterloo. De vlag kan als volgt worden beschreven:
Wit een groene afgeknotte piramide, gesigneerd met een leeuw die met de rechtse poot op een kogel zit en op een geheel zwart voetstuk zit.
De vlag toont de Leeuw van Waterloo die op het grondgebied van de naburige gemeente Eigenbrakel staat. Wel wat Waterloo gedurende het ancien régime afhankelijk van die plaats. De vlag is gelijk aan het wapenschild.

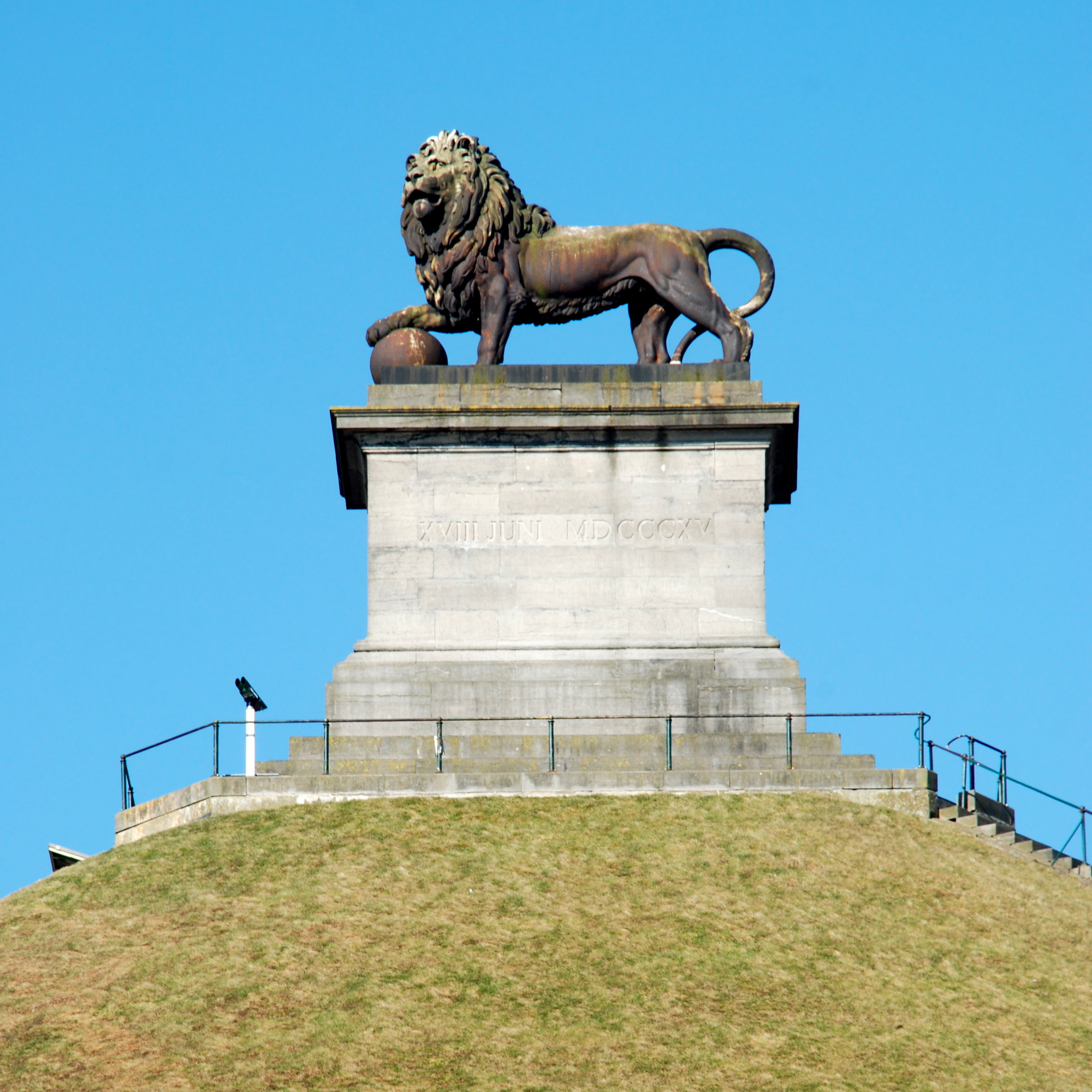
Leeuw van Waterloo
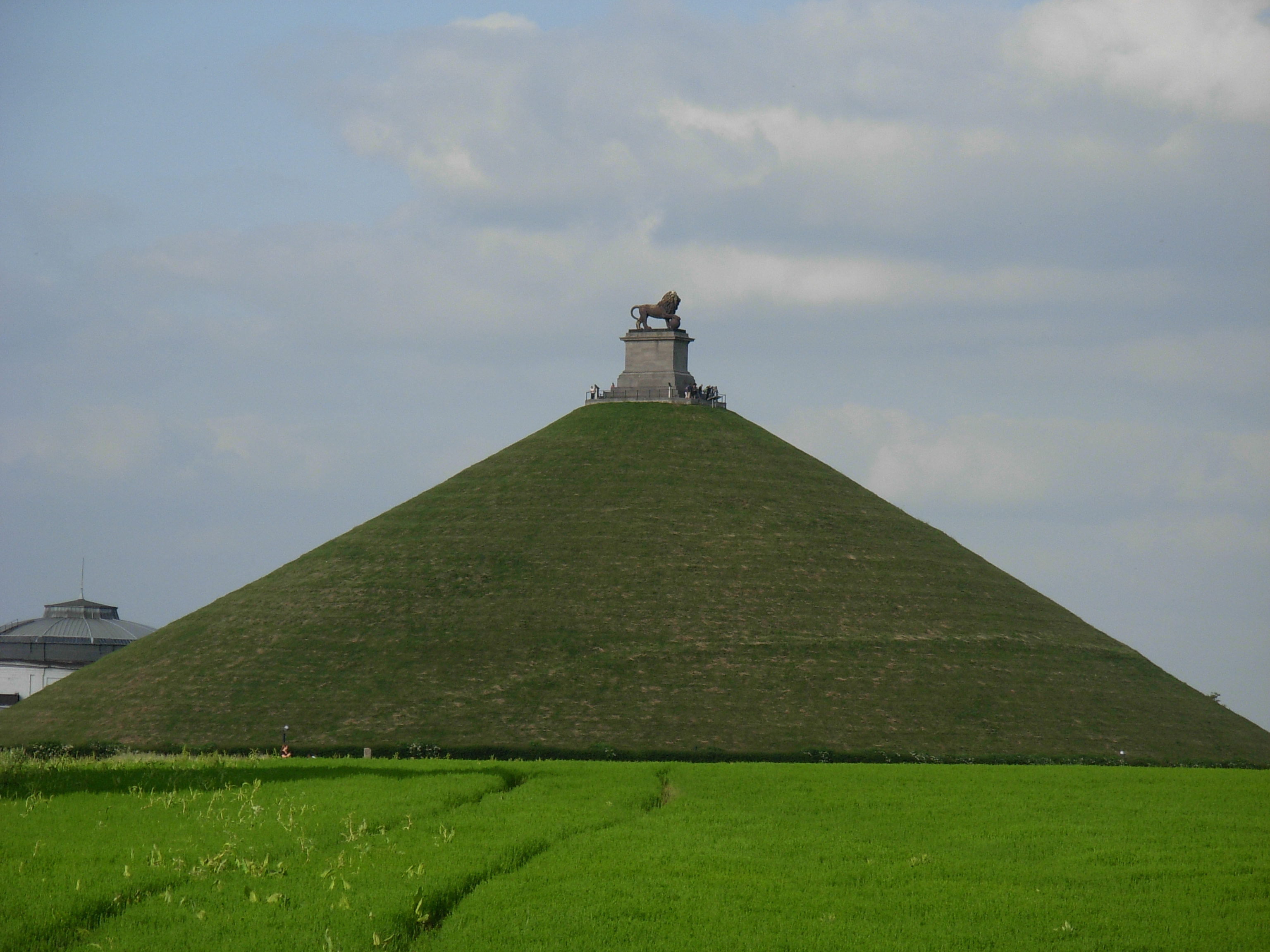
De weergave van de vlag

## Eerdere vlag
Tussen 1950 en 2007 was een eerdere vlag aangenomen, die als volgt kan worden beschreven:
Twee even lange banen van groen en van wit.

Voorgaande vlag (1950-2007)

De kleuren van de vlag zijn ontleend aan die van het oude gemeentewapen.